# Wimbledon-Fall
Der Wimbledon-Fall (engl. Case of the S.S. „Wimbledon“) ist ein im August 1923 vom Ständigen Internationalen Gerichtshof (StIGH) entschiedener Rechtsstreit zwischen England, Frankreich, Italien, Japan und Polen einerseits und dem Deutschen Reich andererseits. Entschieden wurde, dass das Deutsche Reich die Durchfahrt des mit Kriegsmaterial für Polen beladenen Schiffs S.S. Wimbledon durch den  Nord-Ostsee-Kanal im März 1921 nicht hätte verwehren dürfen.

## Sachverhalt
Am 21. März 1921 erreichte die S.S. Wimbledon die Einfahrt zum Nord-Ostsee-Kanal. Das englische Schiff war von einer französischen Gesellschaft gechartert worden; mit diesem Schiff sollte für die polnische Regierung Kriegsmaterial von Saloniki ins polnische Marinedepot in Danzig gebracht werden. Polen befand sich mit der Sowjetunion im Krieg. Das Deutsche Reich, das sich neutral erklärt hatte, verweigerte der S.S. Wimbledon die Durchfahrt.
Am 23. März 1921 forderte der französische Botschafter in Berlin die deutsche Regierung auf, das Durchfahrverbot aufzuheben. Die deutsche Regierung lehnte jedoch ab. Das Deutsche Reich hatte sich auf den Standpunkt gestellt, dass die im Völkerrecht begründete Neutralitätsverpflichtung vor den vertraglichen Bestimmungen des Versailler Vertrages stünden. In der Folge stritten sich die Parteien darüber, ob Art. 380 des Friedensvertrags von Versailles der Durchfahrtsverweigerung entgegenstünde.
Wortlaut des Artikels 380:
„Der Kiel-Kanal [Nord-Ostsee-Kanal] und seine Zugänge stehen den Kriegs- und Handelsschiffen aller mit Deutschland in Frieden lebenden Nationen auf dem Fuße völliger Gleichberechtigung dauernd frei und offen.“

## Entscheidung des StIGH
Da sich beide Parteien nicht einigen konnten, landete der Rechtsstreit vor dem StIGH. Der Gerichtshof entschied am 17. August 1923 gegen Deutschland mit der Begründung, dass die staatliche Souveränität des Deutschen Reiches nicht der Regelung aus Art. 380 des Versailler Vertrags entgegensteht, sondern hier vielmehr die Ausübung von Souveränitätsrechten durch völkerrechtlichen Vertrag eingeschränkt sei. Diese Einschränkung verletzte die Souveränität nicht, da der Vertragsschluss selbst ein Souveränitätsakt gewesen sei [und die Einschränkung eine Selbstbeschränkung sei].
„The Court declines to see in the conclusion of any Treaty by which a State undertakes to perform or refrain from performing a particular act an abandonment of its sovereignty. No doubt any convention creating an obligation of this kind places a restriction upon the exercise of the sovereign rights of the State, in the sense that it requires them to be exercised in a certain way. But the right of entering into international engagements is an attribute of State sovereignty.“
Das Deutsche Reich hätte also die Durchfahrt nicht verwehren dürfen.

## Weiterführende Literatur
- E. Rocholl: Der Kieler Kanal unter dem Versailler Vertrag. Der Wimbledonfall. In: Deutsche Juristen Zeitung Bd. 29 (1924), S. 355.
- E. Wolgast: Der Wimbledonprozeß vor dem Völkerbundgerichtshof. Basel: Verlag für Recht und Geschichte, 1926.